# Kvissel Sogn
Kvissel Sogn er et sogn i Frederikshavn Provsti (Aalborg Stift).
Stationsbyen Kvissel i Åsted Sogn, der hørte til Horns Herred i Hjørring Amt, fik i 1919 filialkirken Kvissel Kirke. Derefter blev Kvissel et kirkedistrikt i Åsted Sogn. Ved kommunalreformen i 1970 blev Åsted-Skærum sognekommune inkl. kirkedistriktet indlemmet i Frederikshavn Kommune. Da kirkedistrikterne blev afskaffet i 2010, blev Kvissel Kirkedistrikt udskilt som selvstændigt sogn.
Stednavne, se Åsted Sogn.